# Cătălin Baba
Cătălin Ovidiu Baba, né le 22 septembre 1967 à Cluj-Napoca, est un homme politique roumain, membre du Parti démocrate-libéral (PDL).

## Biographie
Il est titulaire d'une licence de médecine vétérinaire, obtenue en 1995 à l'université des sciences agricoles et de la médecine vétérinaire  de Cluj-Napoca. Il a ensuite passé, en 1997, une licence de science politique, puis un doctorat, en 2002, à l'université Babeș-Bolyai. Préparateur universitaire, puis assistant, entre 1995 et 2000, il devient ensuite maître de conférences de science politique, accédant en 2003 au grade de professeur des universités, enseignant la communication et les relations publiques.
Le 9 février 2012, il est nommé ministre de l'Éducation, de la Recherche, de la Jeunesse et des Sports dans le gouvernement de centre droit de Mihai Răzvan Ungureanu. Il est remplacé, le 7 mai, par Ioan Mang.